# Leichtathletik-Weltmeisterschaften 2017/Teilnehmer (Brasilien)
| Gelbes Symbol für Goldmedaillen mit stilisierten Olympischen Ringen | Graues Symbol für Silbermedaillen mit stilisierten Olympischen Ringen | Braundes Symbol für Bronzemedaillen mit stilisierten Olympischen Ringen |
| ------------------------------------------------------------------- | --------------------------------------------------------------------- | ----------------------------------------------------------------------- |
| —                                                                   | —                                                                     | 1                                                                       |

Von Brasilien wurden 18 Athletinnen und 21 Athleten für die Leichtathletik-Weltmeisterschaften 2017 in London nominiert.
Thiago Braz da Silva musste verletzungsbedingt absagen.

## Ergebnisse

### Frauen

#### Laufdisziplinen
| Athletin                                                                    | Disziplin    | Vorlauf    | Vorlauf | Halbfinale         | Halbfinale         | Finale             | Finale             |
| Athletin                                                                    | Disziplin    | Zeit       | Platz   | Zeit               | Platz              | Zeit               | Platz              |
| --------------------------------------------------------------------------- | ------------ | ---------- | ------- | ------------------ | ------------------ | ------------------ | ------------------ |
| Rosângela Santos                                                            | 100 m        | 11,04 s    | 4       | 10,91 s AR         | 3                  | 11,06 s            | 7                  |
| Rosângela Santos                                                            | 200 m        | 23,34 s    | 20      | DSQ                | DSQ                | –––                | –––                |
| Vitória Cristina Rosa                                                       | 200 m        | 23,26 s    | 17      | 23,31 s            | 19                 | nicht qualifiziert | nicht qualifiziert |
| Fabiana Moraes                                                              | 100 m Hürden | 13,40 s    | 36      | nicht qualifiziert | nicht qualifiziert | nicht qualifiziert | nicht qualifiziert |
| Érica de Sena                                                               | 20 km Gehen  |            |         |                    |                    | 1:26:59 h AR       | 4                  |
| Nair Da Rosa                                                                | 50 km Gehen  |            |         |                    |                    | DNF                | DNF                |
| Franciela Krasucki Ana Cláudia Silva Vitória Cristina Rosa Rosângela Santos | 4 × 100 m    | 42,77 s SB | 7       |                    |                    | 42,63 s SB         | 7                  |

#### Sprung/Wurf
| Athletin           | Disziplin   | Qualifikation | Qualifikation | Finale             | Finale             |
| Athletin           | Disziplin   | Weite/Höhe    | Platz         | Weite/Höhe         | Platz              |
| ------------------ | ----------- | ------------- | ------------- | ------------------ | ------------------ |
| Eliane Martins     | Weitsprung  | 6,46 m        | 12            | 6,52 m             | 11                 |
| Tânia da Silva     | Dreisprung  | 13,74 m       | 21            | nicht qualifiziert | nicht qualifiziert |
| Geisa Arcanjo      | Kugelstoßen | 17,79 m       | 12            | 18,03 m            | 9                  |
| Andressa de Morais | Weitsprung  | 62,80 m       | 8             | 60,00 m            | 11                 |
| Fernanda Martins   | Diskuswurf  | 58,51 m       | 16            | nicht qualifiziert | nicht qualifiziert |
| Laila Domingos     | Speerwurf   | 60,54 m       | 18            | nicht qualifiziert | nicht qualifiziert |

#### Siebenkampf
| Athletin        | Disziplin | 100 m Hürden | Hochsprung | Kugelstoßen | 200 m   | Weitsprung | Speerwurf | 800 m       | Punkte | Platz |
| --------------- | --------- | ------------ | ---------- | ----------- | ------- | ---------- | --------- | ----------- | ------ | ----- |
| Vanessa Spínola | Ergebnis  | 14,94 s      | 1,68 m     | 12,12 m     | 25,15 s | 5,23 m     | 39,36 m   | DNF         | 4500   | 29    |
| Vanessa Spínola | Punkte    | 850          | 830        | 669         | 873     | 623        | 655       | 0           | 4500   | 29    |
| Tamara de Sousa | Ergebnis  | 14,16 s      | 1,74 m     | 13,69 m     | 24,64 s | 5,69 m     | 40,65 m   | 2:34,03 min | 5631   | 24    |
| Tamara de Sousa | Punkte    | 956          | 903        | 773         | 920     | 756        | 680       | 643         | 5631   | 24    |

### Männer

#### Laufdisziplinen
| Athlet                                                          | Disziplin        | Vorlauf        | Vorlauf | Halbfinale         | Halbfinale         | Finale             | Finale             |
| Athlet                                                          | Disziplin        | Zeit           | Platz   | Zeit               | Platz              | Zeit               | Platz              |
| --------------------------------------------------------------- | ---------------- | -------------- | ------- | ------------------ | ------------------ | ------------------ | ------------------ |
| Aldemir da Silva Júnior                                         | 200 m            | 20,82 s        | 36      | nicht qualifiziert | nicht qualifiziert | nicht qualifiziert | nicht qualifiziert |
| Lucas Carvalho                                                  | 400 m            | 45,86 s        | 28      | nicht qualifiziert | nicht qualifiziert | nicht qualifiziert | nicht qualifiziert |
| Thiago André                                                    | 800 m            | 1:47,22 min    | 28      | 1:45,83 min        | 6                  | 1:46,30 min        | 7                  |
| Thiago André                                                    | 1500 m           | DNS            | DNS     | –––                | –––                | –––                | –––                |
| Éder Antônio Souza                                              | 110 m Hürden     | 13,56 s        | 23      | 13,70 s            | 19                 | nicht qualifiziert | nicht qualifiziert |
| Hederson Estefani                                               | 400 m Hürden     | 50,22 s        | 25      | nicht qualifiziert | nicht qualifiziert | nicht qualifiziert | nicht qualifiziert |
| Márcio Teles                                                    | 400 m Hürden     | 49,41 s        | 6       | DNF                | DNF                | –––                | –––                |
| Altobeli da Silva                                               | 3000 m Hindernis | 8:31,82 min    | 21      |                    |                    | nicht qualifiziert | nicht qualifiziert |
| Caio Bonfim                                                     | 20 km Gehen      |                |         |                    |                    | 1:19:04 h NR       | Bronze             |
| Lucas Carvalho Alexander Russo Anderson Henriques Hugo De Sousa | 4 × 400 m        | 3:04,02 min SB | 13      |                    |                    | nicht qualifiziert | nicht qualifiziert |

#### Sprung/Wurf
| Athlet                | Disziplin   | Qualifikation | Qualifikation | Finale             | Finale             |
| Athlet                | Disziplin   | Weite/Höhe    | Platz         | Weite/Höhe         | Platz              |
| --------------------- | ----------- | ------------- | ------------- | ------------------ | ------------------ |
| Fernando Ferreira     | Hochsprung  | 2,29 m        | 17            | nicht qualifiziert | nicht qualifiziert |
| Talles Silva          | Hochsprung  | 2,29 m        | 13            | nicht qualifiziert | nicht qualifiziert |
| Paulo Sérgio Oliveira | Weitsprung  | 7,53 m        | 27            | nicht qualifiziert | nicht qualifiziert |
| Mateus de Sá          | Dreisprung  | 16,10 m       | 27            | nicht qualifiziert | nicht qualifiziert |
| Darlan Romani         | Kugelstoßen | 20,21 m       | 15            | nicht qualifiziert | nicht qualifiziert |
| Wagner Domingos       | Hammerwurf  | 71,69 m       | 24            | nicht qualifiziert | nicht qualifiziert |
| Allan Wolski          | Hammerwurf  | 72,51 m       | 19            | nicht qualifiziert | nicht qualifiziert |

#### Zehnkampf
| Athlet                 | Disziplin | 100 m   | Weitsprung | Kugelstoßen | Hochsprung | 400 m | 110 m Hürden | Diskuswurf | Stabhochsprung | Speerwurf | 1500 m | Punkte | Platz |
| ---------------------- | --------- | ------- | ---------- | ----------- | ---------- | ----- | ------------ | ---------- | -------------- | --------- | ------ | ------ | ----- |
| Luiz Alberto de Araújo | Ergebnis  | 11,07 s | NMW        | DNS         | -          | -     | -            | -          | -              | -         | -      | -      | DNF   |
| Luiz Alberto de Araújo | Punkte    | 845     | 0          | 0           | -          | -     | -            | -          | -              | -         | -      | -      | DNF   |
| Jefferson Santos       | Ergebnis  | DNS     | -          | -           | -          | -     | -            | -          | -              | -         | -      | -      | DNF   |
| Jefferson Santos       | Punkte    | 0       | -          | -           | -          | -     | -            | -          | -              | -         | -      | -      | DNF   |